# UN-Sonderberichterstatter zu Menschenhandel
Die Stelle des Sonderberichterstatters zu Menschenhandel (englisch Special Rapporteur on trafficking in persons, especially women and children) wurde 2004 vom UN-Menschenrechtsrat geschaffen, um Informationen zum Handel mit Menschen, insbesondere von Frauen und Kindern, zu sammeln und Konzepte zu seiner Bekämpfung zu entwickeln.

## Menschenhandel
Menschenhandel stand für die Vereinten Nationen von Anbeginn auf der Agenda, 1949 wurde die Konvention zur Unterbindung des Menschenhandels verabschiedet.
Nach Schätzungen der Internationalen Arbeitsorganisation (ILO) von 2014 wird durch Menschenhandel jährlich ca. 150 Mrd. US$ Gewinn erzielt.
Das Büro der Vereinten Nationen für Drogen- und Verbrechensbekämpfung (UNODC) führt seit 2003 eine offizielle Statistik über Opferzahlen von Menschenhandel, die es von Mitgliedsstaaten erhält. 2016 hat das UNODC so in 97 Staaten über 25.000 Opfer von Menschenhandel dokumentiert, wobei aber von einer erheblichen Dunkelziffer auszugehen ist.
In einer Veröffentlichung der ILO wurde geschätzt, dass 2021 ca. 50 Mio. Menschen Opfer von moderner Sklaverei waren. Davon wurden ca. 28 Mio. Menschen zur Arbeit gezwungen und ca. 22 Mio. sexuell ausgebeutet. Da es einen engen Zusammenhang zwischen dem Menschenhandel zum Zweck der Ausbeutung und der Ausbeutung selbst gibt, muss man bei hohen Zahlen für moderne Sklaverei auch von vielen Opfern von Menschenhandel ausgehen.
Nach der UNODC-Studio von 2016 sind 49 % der Opfer von Menschenhandel Frauen, 23 % der Opfer sind Mädchen, 7 % Jungen. Während Männer hauptsächlich zum Zweck der Zwangsarbeit gehandelt werden, werden 83 % der Frauen und 72 % der Mädchen sexuell ausgebeutet.

## Das UN-Mandat
2004 schuf der UN-Menschenrechtsrat das Mandat für den Sonderberichterstatter zu Menschenhandel durch seine Resolution E/CN.4/2004/110. Seither wird es jedes Jahr verlängert. Er ist der einzige internationale Menschenrechtsmechanismus, der sich ausschließlich auf die Bekämpfung des Menschenhandels konzentriert. Das Mandat gilt weltweit und arbeitet eng mit staatlichen Institutionen sowie der Zivilgesellschaft zusammen.
Der Sonderberichterstatter hat die Aufgabe, Informationen von allen relevanten Akteuren zu sammeln, die Menschenrechtssituation zu beurteilen und Empfehlungen für Verbesserungen abzugeben. Diese sollen in jährlich zu erstellenden Berichten an den Menschenrechtsrat und die UN-Generalversammlung niedergelegt werden.
Der Sonderberichterstatter ist ehrenamtlich tätig und nicht an Weisungen gebunden, er ist kein Mitarbeiter der Vereinten Nationen, erhält von der UN aber ein Mandat, für das ein vom UN-Menschenrechtsrat verabschiedeter Verhaltenskodex gilt. Der unabhängige Status des Mandatsträgers ist für die unparteiische Wahrnehmung seiner Aufgaben wesentlich. Die Amtszeit eines Mandats ist auf maximal zweimal drei Jahre begrenzt.

## Amtsinhaber
- 2004–2008 Sigma Huda –  Bangladesch
- 2008–2014 Joy Ngozi Ezeilo –  Nigeria
- 2014–2020 Maria Grazia Giammarinaro –  Italien[13]
- seit 2020 Siobhán Mullally –  Irland[14]

## Publikationen (Auswahl)
- : A/HRC/53/28: Refugee protection, internal displacement and statelessness – Report of the Special Rapporteur on trafficking in persons, especially women and children, Siobhán Mullally (Advance edited version), veröffentlicht am 23. Mai 2023
- : A/77/170: Report of the Special Rapporteur on trafficking in persons, especially women and children, veröffentlicht am 15. Juli 2022
- : A/76/263: Report on the intersections between trafficking and terrorism, veröffentlicht am 19. Juli 2021